# 5564 Hikari
5564 Hikari è un asteroide della fascia principale. Scoperto nel 1991, presenta un'orbita caratterizzata da un semiasse maggiore pari a 2,5288774 au e da un'eccentricità di 0,1241944, inclinata di 7,60044° rispetto all'eclittica.